# Anthony David Wright
Anthony David Wright, född 12 augusti 1954 i Great Yarmouth, är en brittisk Labourpolitiker. Han var parlamentsledamot för valkretsen Great Yarmouth från valet 1997 till 2010.